# Даллоу, Росс
Росс Филип Даллоу (англ. Ross Philip Dallow, 4 декабря 1937, Окленд — 20 июля 2020, Окленд) — бывший высокопоставленный сотрудник полиции Новой Зеландии, оказавший большое влияние на улучшение расовых отношений в Окленде. Он также был политиком местного органа власти Окленда, мировым судьёй, тренером по лёгкой атлетике.

## Ранняя жизнь и семья
Даллоу провёл свое детство в Окленде и получил образование в колледже Святого Петра (Окленд). Он был младшим братом Грэма Даллоу и отцом Саймона и Мэтью Даллоу. Он был внуком Эрни Ашера (Te Keepa Pouwhiuwhiu), футболиста регби-юниона и регби-лиги начала 1900-х годов.
В 1956 году Даллоу выиграл титул чемпиона Новой Зеландии по метанию диска среди мужчин до 19 лет, представляя Окленд, с результатом 41,05 м.

## Полицейская карьера
Даллоу внёс существенный вклад в управление расовыми отношениями в Оклендском полицейском округе в 1970-х годах. Будучи инспектором, он первоначально возглавлял оперативную группу, которую его брат, Грэм Даллоу, создал в качестве временной меры для борьбы с уличными беспорядками среди многочисленной общины маори и тихоокеанцев, мигрировавших в Южный Окленд. Позже Росс Даллоу в течение пяти лет возглавлял координаторов по связям с общественностью. Будучи руководителем обоих подразделений, Даллоу работал над улучшением коммуникаций с лидерами маори и пасифика. Например, однажды вечером он взял с собой помощника примирителя по расовым отношениям, Питу Шарплза, чтобы показать ему проблемы на улице, и заручился влиятельной поддержкой офиса примирителя.
В 1976 году Даллоу способствовал расширению программ обучения полиции в средних школах. До сих пор такие программы были направлены на ознакомление учеников с ролью полиции в обществе и создание у них ощущения, что полиция заслуживает доверия и к ней можно обратиться. Даллоу считал, что полиция должна внедрять более сложные программы, поскольку школьники приобретают знания по вопросам права от «радикалов и сторонников гражданских свобод, которые приходят в школы под видом „либеральных исследований“».
После того как он стал суперинтендантом, Даллоу, несмотря на нежелание многих своих коллег, проводил большую часть своего времени, выступая перед людьми, формирующими общественное мнение, и налаживая позитивные отношения со СМИ по проблемам расовых отношений и других проблем полиции в Окленде. Даллоу был окружным командиром в Западном Окленде, а продолжительность его полицейской карьеры составила 36 лет.
В 1979 году Даллоу был одним из полицейских, служивших в морге Медицинской школы Оклендского университета, куда были доставлены тела, извлечённые после крушения самолёта Air New Zealand Flight 901 на горе Эребус 28 ноября 1979 года (остров Остров Росса, Антарктида). Впоследствии он был награждён новозеландской медалью за особые заслуги (Эребус).

## Местное самоуправление
Даллоу был членом городского совета Уаитакере. В 2010 году он был избран независимым советником в местный совет Хендерсон-Мэсси города Окленд после избирательной кампании, в ходе которой его критиковали за использование полицейских цветов на его предвыборных плакатах и его комментарии о «коричневости» Новой Зеландии на церемонии гражданства в Западном Окленде. Даллоу не стал снова баллотироваться в совет Окленда после истечения срока его полномочий в 2013 году. Даллоу был многолетним членом совета директоров (1992—2016 гг.) компании Waitakere Licensing Trust, которая владеет и управляет сетью оптовых точек продажи спиртных напитков и общественных баров в Западном Окленде. В течение восьми лет (1997—2005) он был председателем этого совета. В 2013 году на местных выборах в Новой Зеландии он был переизбран членом совета на трёхлетний срок.

## Тренерская и административная работа по лёгкой атлетике
Даллоу занимался лёгкой атлетикой в качестве тренера более 30 лет, добившись значительных успехов. Спортсмены, которых он тренировал, установили восемь новозеландских рекордов и выиграли 31 национальный титул, и он неоднократно был менеджером команды Окленда на национальных чемпионатах по лёгкой атлетике. Будучи членом комитета Городского атлетического клуба Уаитакере, Даллоу сыграл важную роль в сборе средств на строительство арены «Трастс» и легкоатлетического комплекса «Дуглас» в Хендерсоне, а его вклад был отмечен наградой «Наследие Западного Окленда» на церемонии вручения премии «Sport Waitakere Excellence Awards» в 2015 году.

## Награды
Даллоу был награждён королевской полицейской медалью в 1980 году в честь дня рождения королевы. В 2013 году в честь дня рождения королевы он стал членом новозеландского ордена Заслуг, «за заслуги перед обществом».

## Смерть
Даллоу умер 20 июля 2020 года в возрасте 82 лет.